# Kolagrafia
Kolagrafia (kolografia, grafika strukturalna) – technika graficzna stosowana od XX wieku. Matrycę przygotowuje się przyklejając do podstawowej płyty (z drewna, metalu, tkaniny, tworzywa sztucznego itp.) materiały o różnych fakturach. Technika ta różni się od metod druku wklęsłego i wypukłego tym, że płyta graficzna powstaje poprzez dodawanie do niej elementów, a nie eliminowanie (jak podczas rytowania lub trawienia w tradycyjnych technikach graficznych). Inna charakterystyczną cechą jest różnica w wysokości poszczególnych elementów drukujących, przez co najczęściej druku nie można wykonać maszynowo. Nazwano tę technikę kolagrafią, wskazując na podobieństwa do techniki kolażu.